# Notre-Dame-de-Santé

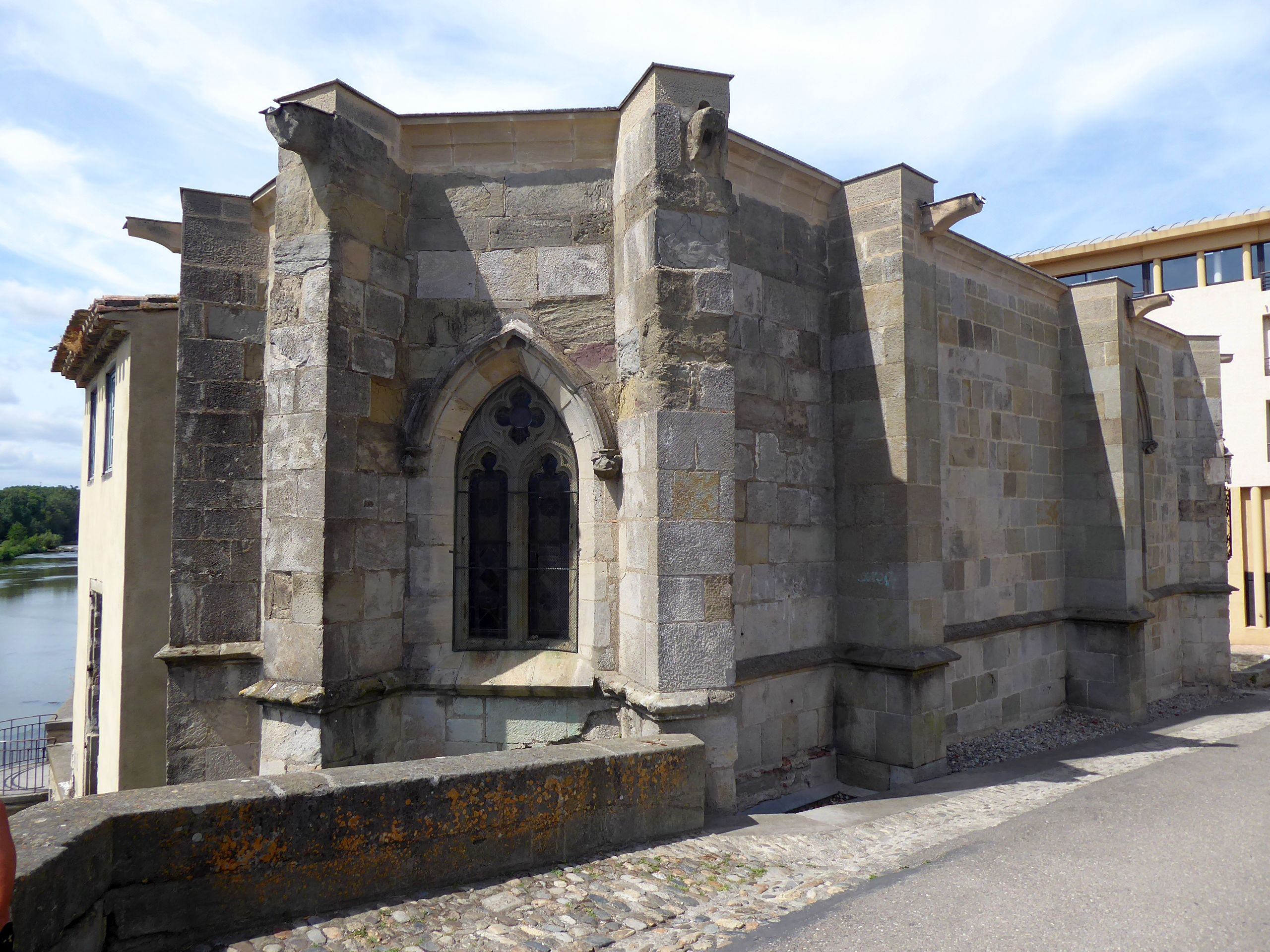
Notre-Dame-de-Santé

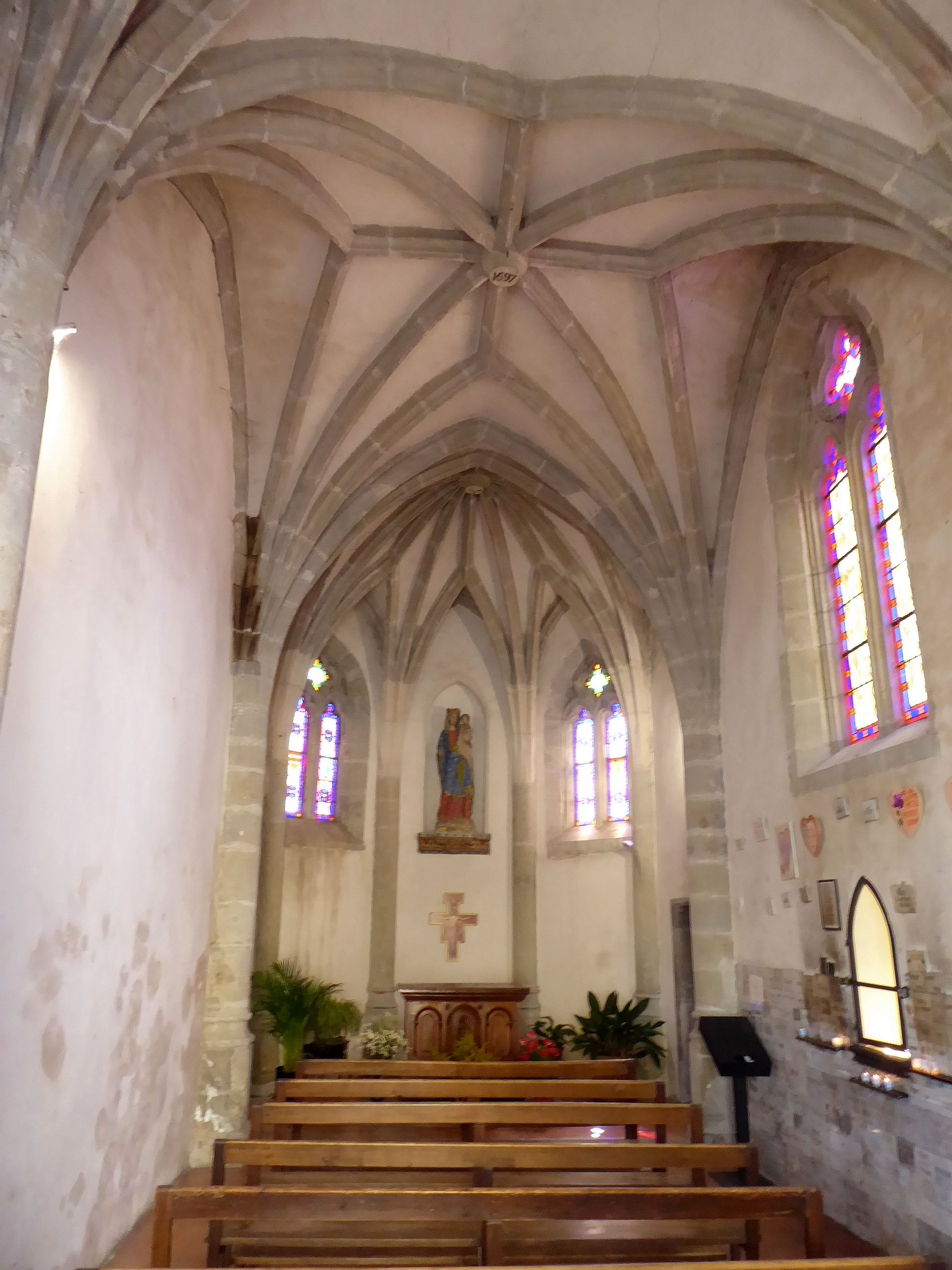
Inneres Richtung Chor

Notre-Dame-de-Santé ist eine römisch-katholische Brückenkapelle in Carcassonne im Département Aude in Frankreich. Die Kapelle wurde 1932 als Monument historique klassifiziert.

## Geschichte
Notre-Dame-de-Santé entstand nach 1527 im Stil der Flamboyantgotik. Sie wurde am Westufer der Aude unmittelbar am Aufgang der mittelalterlichen Brücke Pont-Vieux errichtet. Der Bau wurde durch eine Stiftung ermöglicht und die Kapelle diente ursprünglich einem zugehörigen Hospital. Der Chorraum der Kapelle ist mit der Brücke über die Aude annähernd nach Osten ausgerichtet. Das einschiffige Gotteshaus schließt im Osten mit einer dreiseitigen Apsis, in der eine Statue Unserer Lieben Frau von der Gesundheit aufgestellt ist. Die aufwendigen Gewölbe entstanden erst nach den Religionskriegen und ein Schlussstein trägt die Jahreszahl 1697.